# Massachusetts National Guard
La  Massachusetts National Guard è una componente della Riserva militare inquadrata sotto la U.S. National Guard. Il suo quartier generale è situato presso la Hanscom Air Force Base.

## Organizzazione
Attualmente, al 2024, sono attivi i seguenti reparti:

### Componente Terrestre
- Massachusetts Army National Guard
  -  26th Maneuver Enhancement Brigade
  -  51st Troop Command
  -  79th Troop Command
  -  151st Regional Support Group

### Componente Aerea
- Massachusetts Air National Guard
  -  102nd Intelligence Wing
  -  104th Fighter Wing